# Jaspert V de Castelnou
Jaspert V de Castelnou (mort en 1321), vicomte de Castelnou, est un noble catalan des XIIIe et XIVe siècles.

## Biographie
Jaspert est le fils du vicomte Guillaume VI de Castelnou et d'Ève du Vernet, dame de Céret. En cette fin du XIIIe siècle, le lignage de Castelnou est le plus important des comtés de Roussillon et de Cerdagne, mais sa position est fragile. En effet le Roussillon et la Cerdagne sont devenus en 1276 possession du roi Jacques II de Majorque, second fils du roi Jacques Ier le Conquérant, au grand déplaisir de son frère aîné Pierre III d'Aragon. Le vicomte Guillaume VI est très proche de ce dernier, ce qui l'expose à l'hostilité de son souverain légitime Jacques de Majorque.
En 1285 les hostilités entre les deux frères sont précipitées par la croisade d'Aragon que mène le roi de France Philippe III le Hardi. Il semble que Guillaume VI meure au moment de l'ouverture du conflit. Dans le droit fil de la politique de son père, le nouveau vicomte, Jaspert V, se range auprès du roi Pierre d'Aragon. Le roi Jacques de Majorque confisque alors ses domaines et capture son château de Castelnou. Jaspert V combat contre les armées françaises à Gérone et au col de Panissars. Malgré la mort du roi Pierre d'Aragon en 1286, il n'est pas oublié par le nouveau souverain : le roi d'Aragon Alphonse III le Libéral lui remet en 1288 un ensemble très important de seigneuries destiné à compenser la perte de sa vicomté de Castelnou. Depuis sa ville de Camprodon Jaspert de Castelnou mène pendant quelques années une guerre contre les possessions pyrénéennes de Jacques de Majorque, mais n'arrive pas à reprendre ses anciens domaines au roi.
En 1295, le roi Jacques II d'Aragon, qui a succédé à son frère Alphonse III en 1291, conclut avec son oncle Jacques de Majorque le traité d'Anagni, qui sanctionne la restitution des Baléares à Jacques de Majorque et celle des domaines confisqués aux nobles de Roussillon et de Cerdagne qui ont pris le parti de l'Aragon en 1285, mais le traité n'est pas appliqué. En 1296 Jacques d'Aragon remet à Jaspert V la très haute charge de procurateur général du royaume de Valence, preuve de la confiance qu'a le souverain en le vicomte. En 1298 le traité d'Argelès met en application les clauses du traité d'Agnani, et en 1299, Jaspert rentre en possession de Castelnou. Toutefois le vicomte, après avoir fait renouveler les serments de fidélité de ses vassaux, repart à Valence exercer sa charge de procurateur général, qu'il ne quitte qu'en 1303. Dès sa sortie de charge, le roi Jacques II d'Aragon lui confie une ambassade auprès de son frère Frédéric II de Sicile, qui vient de conclure avec le roi de Naples la paix de Caltabellotta selon laquelle à la mort de Frédéric, la Sicile reviendrait aux Napolitains. Jaspert doit donc conclure avec le roi de Sicile un traité secret maintenant la succession sicilienne dans la dynastie de Barcelone. Il semble que cette ambassade soit couronnée de succès puisqu'en 1313 Frédéric II proclame son fils comme héritier de Sicile.
Au retour de Sicile, Jaspert se fixe à Castelnou pour quelques années, tentant de réorganiser ses possessions après ses quasi vingt ans d'absence. Il doit également faire face à l'hostilité des lignages nobles de Roussillon restés fidèles à Jacques de Majorque. Toutefois dès 1308, il reprend du service auprès du roi Jacques d'Aragon qui lui confie le commandement de la flotte attaquant la Sardaigne. Le vicomte semble être un commandant maritime réputé puisque dès l'année suivante il exerce le commandement de la flotte qui prend Almeria. De plus il reçoit le titre de grand amiral de la Couronne de Castille de la part du roi Ferdinand IV de Castille. À ce titre il commande l'expédition de conquête de Ceuta.

## Mariage et enfants
Après ces derniers épisodes guerriers, Jaspert retourne définitivement à Castelnou. Dans ses dernières années se pose le problème de sa succession : en effet de ses deux épouses Alamanda de Rocabertí et Galceranda de Narbonne, il n'a eu que deux filles :
- Françoise (Francesca) ;
- Sibylle (Sibil·la).

La première est fiancée à l'héritier du lignage de Fenouillet, ennemi juré de celui de Castelnou, mais Jaspert, considérant les risques de voir la vicomté de Castelnou tomber aux mains des Fenouillet, préfère la marier à un noble de la Couronne d'Aragon, Pierre IV de Queralt. La rupture de l'engagement de mariage provoque une guerre entre les Castelnou et les Fenouillet, que remportent ces derniers, soutenus par le nouveau roi de Majorque Sanche. À la mort de Jaspert en 1321 sa fille Sibylle hérite de la vicomté, mais meurt peu de temps après sans avoir été mariée. La vicomté revient à sa mère Galceranda de Narbonne, qui la vend au roi de Majorque.